# Коваленко, Лидия Борисовна
Лидия Борисовна Ковале́нко (1936—1993) — советская журналистка, редактор, публицистка, общественный деятель, исследовательница голода на Украине 1932—1933 годов.

## Биография
Родилась 5 мая 1936 года в селе Бочечки (ныне Конотопский район, Сумская область, Украина) в семье учителей. С 1943 года училась в школе в Хорезмской области УзССР (туда во время Великой Отечественной войны была эвакуирована с матерью, отец служил в РККА). С 1944 года проживала в Чернигове. В 1953—1958 годах — студентка КГК имени Т. Г. Шевченко. В 1958—1961 годах — редактор, от декабря 1961 года — корреспондент в Комитете по радиовещанию и телевидению при СМ УССР. С 1970 года по 23 января 1993 года работала в журнале «Утро», еженедельнике «Украина», заместителем редактора журнала «Человек и мир».
С 1981 года жила в Киеве в доме № 52 по улице Олеся Гончара, на фасаде которого ей с мужем, писателем В. Маняком, установлена гранитная мемориальная доска.
Автор-составитель издания «33-й: голод: Народная Книга-Мемориал» (Киев, 1991) — первого памятника людям, умерших во время голода 1932—1933 годов в УССР, комплексного обобщающего документального источника по проблеме голода, которое объединило свидетельства очевидцев, исторические документы, научные комментарии, публицистику, документальное фото, живопись.
Умерла 25 января 1993 года. Похоронена в Киеве на Байковом кладбище рядом с мужем (участок № 52а).

## Награды и премии
- Государственная премия Украины имени Тараса Шевченко (1993 — посмертно) — за народную книгу-мемориал «33-й: голод»
- Орден княгини Ольги III степени (2005 — посмертно) за весомый личный вклад в исследование голода на Украине[1].